# Georges Blanchon
 (mai 2023).
Georges Blanchon est un journaliste, dirigeant sportif et entrepreneur français né à Grenoble (Isère) le 26 décembre 1901 et mort à Hédé-Bazouges (Ille-et-Vilaine) le 24 septembre 1987.
En tant que « technicien d'organisation », Georges Blanchon a favorisé la création de formes ou de structures nouvelles dans des domaines aussi variés que le ski et le tourisme en montagne, l'architecture et le design, la culture et l'art dramatique.
On le connaît surtout pour avoir fondé en 1937 l'École nationale du ski français.

## Biographie
Né d'un père outilleur et d'une mère couturière aux Tissages de Vizille, Georges Blanchon quitte l'école à l'âge de 13 ans du fait de la Grande Guerre. Dès 1915, il s'emploie à divers petits métiers dans une boutique grenobloise de bonneterie, mercerie et confection en gros avant de devenir représentant de commerce puis comptable. Il n'a que 16 ans quand, le jour même de l'armistice du 11 novembre 1918, il fonde l'Alpes-Club, une société de sports de montagne dont la devise est « Toujours plus haut ».
Journaliste autodidacte, Georges Blanchon commence par faire des piges pour le quotidien régional Le Petit Dauphinois. De 1925 à 1933, il y anime pendant la saison d'hiver une chronique montagnarde à laquelle succède jusqu'en 1938, et au même rythme hebdomadaire, une autre chronique hivernale intitulée « Sous le pommier blanc ». Les étés 1935 et 1936, c'est « À l'ombre du pommier » que le chroniqueur s'abrite pour parler du tourisme dans les Alpes et le Dauphiné. Durant ces mêmes années 1930, il fait de nombreuses causeries par TSF, pour la radio Alpes-Grenoble, relatives à la pratique des sports de neige et au tourisme régional. À ce sujet, il est dès 1926 le délégué officiel du Touring club de France à Grenoble.
Parallèlement à ses travaux journalistiques et ses reportages radiodiffusés, Blanchon exerce le métier de publiciste. En octobre 1927, il inscrit en effet au registre du commerce de Grenoble une société dénommée « La Vie alpine, La Publicité alpine, La Librairie montagnarde », dont l'objet est la création d'une revue mensuelle illustrée et d'un studio publicitaire, ainsi que la vente d'ouvrages spécialisés. En 1928, il étend son activité au domaine de l'immobilier (« Le Cabinet Georges Blanchon ») et, en 1930, à celui de l'édition d'ouvrages littéraires (« Les Éditions de la Vie alpine »).
En novembre 1928, Grenoble voit la naissance des « Heures alpines », un groupe d'action culturelle dont Georges Blanchon est le très actif promoteur. Il en est le secrétaire général puis le président à partir de 1937. Jamais en peine quand il s'agit de prendre des responsabilités, il accepte la vice-présidence du Ciné-Club des Alpes en octobre 1929, et devient membre du comité directeur de la Fédération française des ciné-clubs pour la saison 1931-32. En 1930, il préside aussi « Arlequin », l'une des sociétés grenobloises d'art dramatique.
Très impliqué dans les instances dirigeantes du ski en Dauphiné (Fédération alpine dauphinoise et Fédération dauphinoise de ski), Blanchon est élu au poste de secrétaire général de la Fédération française de ski en octobre 1930. Il travaille à cette tâche durant sept ans, contribuant à faire prendre au ski français d'avant-guerre un virage sportif décisif, dont l'aboutissement est le titre de champion du monde obtenu par Émile Allais en février 1937. Georges Blanchon s'attelle ensuite à l'unification de l'enseignement du ski en France en fondant, à l'automne 1937, l'École nationale du ski français (ENSF) ; il collabore en outre à la rédaction de Ski français, une « méthode officielle d'enseignement de ski de descente de la Fédération française de ski ».
En avril 1939 à Val-d'Isère, à l'occasion du IIe Rassemblement national des moniteurs de l'ENSF, il fait la connaissance de Charlotte Perriand qui le convainc de se lancer dans une nouvelle aventure professionnelle : la construction de bâtiments démontables. Cette résolution l'amène à quitter le journalisme et à démissionner des fonctions qu'il occupe au sein de la FFS et de l'ENSF. Il crée à l'automne 1940 le Bureau central de constructions (BCC), une entreprise générale spécialisée dans le bâtiment préfabriqué et l'habitation équipée pour laquelle il devient partenaire de l'architecte et designer Pierre Jeanneret et du constructeur Jean Prouvé.
Après avoir été membre de la SFIO dès l'âge de 20 ans, Georges Blanchon adhère au Parti communiste français en 1943 puis au Front national de lutte pour la libération et l'indépendance de la France. Résistant dans les rangs des Francs-tireurs et partisans français sous le nom de « Rocher », il rejoint le Comité départemental de libération de l'Isère au grade de capitaine. Au titre de ses responsabilités au sein du CDL, notamment dans la commission de l'éducation, il pose les bases de la toute première Maison de la culture de province. Dans le même mouvement, Jean Dasté crée à la demande de Blanchon la Compagnie des comédiens de Grenoble, ce qui constitue le point de départ de la décentralisation théâtrale en France dans l'immédiate après-guerre.
Installé dans ses fonctions de conseiller municipal de Grenoble en mai 1945, Blanchon quitte définitivement le Dauphiné en 1947 pour s'établir à Paris où il étudie à l'Institut d'urbanisme tout en poursuivant son association avec l'architecte Pierre Jeanneret jusqu'à ce que ce dernier ne parte à Chandigarh, appelé par son cousin Le Corbusier à l'édification de la nouvelle capitale du Pendjab indien. En 1951, Georges Blanchon crée le Bureau de coordination du bâtiment (BCB), un bureau d'études élargi auquel il se consacre pendant près de trente ans.

## Le ski et le tourisme en montagne
Comme président-fondateur de l'Alpes-Club et président de la commission des sports d'hiver de la Fédération alpine dauphinoise, Georges Blanchon milite très tôt pour la création d'une Fédération nationale de ski, indépendante du Club alpin français – le CAF étant l'autorité qui régissait alors le ski dans l'Hexagone. Mais, si la Fédération française de ski voit statutairement le jour le 15 octobre 1924, le CAF conserve suffisamment de délégués dans son comité exécutif pour en verrouiller la plupart des décisions, au grand dam des dirigeants des fédérations régionales et des sociétés affiliées qui, considérant le ski comme un sport et non comme une pratique à visée utilitaire, sociale et patriotique, réclament l'autonomie de la Fédération française de ski vis-à-vis du Club alpin français. Cette situation de malaise, puis de crise, conduira six ans plus tard au « coup d'état de Saint-Étienne » qui, le 12 octobre 1930 lors de l'assemblée générale de la FFS, marquera la rupture entre les deux organismes et entraînera la démission du président Henry Cuënot au profit du Dr Lacq ; une révolution de palais dont Georges Blanchon s'avère être le principal instigateur. À la faveur du renouvellement du bureau directeur de la Fédération française de ski, il s'empare du secrétariat général. Son élection répond non seulement à un désir de décentralisation mais aussi à un besoin de transfuser à la FFS un sang nouveau, un esprit plus jeune et plus au courant des nécessités régionales. 

Sous l'impulsion de son secrétaire général Georges Blanchon, la Fédération française de ski prend son essor, passant de 7000 membres en 1930 à 30000 skieurs fédérés trois ans plus tard, et étend son action à de nombreux domaines nécessitant la création de nouvelles commissions qui travaillent en lien avec l'organisme central de liaison qu'est le secrétariat général. Il en va ainsi des commissions : sportive, de l'enseignement, des règlements et tremplins, universitaire et scolaire, médicale, des finances, de propagande générale, de l'équipement national… Ce sont tous les grands problèmes afférents au ski qui sont désormais considérés. Mû par la volonté de relever en permanence le niveau général du ski français et de ses meilleurs représentants dans les compétitions internationales, Blanchon prône en juin 1936 l'adoption d'un plan sportif national et d'une structure de l'équipe de France. Il plaide aussi en faveur de la création d'une équipe de France féminine, luttant contre des préjugés tenaces au sein même du bureau fédéral de la FFS. Le 3 avril 1936, ce même bureau le nomme directeur général des Jeux mondiaux du ski qui doivent se dérouler à Chamonix-Mont-Blanc du 11 au 18 février 1937. Les succès qu'y obtiennent les skieurs français Émile Allais et Maurice Lafforgue dans le combiné descente-slalom viennent couronner un engagement unanimement reconnu.
« Travailleur infatigable, réalisateur audacieux et plein de cran, il a fourni, durant ces sept années, une somme d'activité considérable. (…) Blanchon fut véritablement la cheville ouvrière de la Fédération française de ski, sa volonté, son initiative, son volant. Et quel volant ! Les rapports qu'il fut amené à établir durant son septennat, les projets qu'il coucha sur le papier, de son style net et précis, ont été innombrables. Il créa, créa toujours, avec une sorte de besoin inassouvi d'activité. Une entreprise réalisée, il en commençait immédiatement une autre, attentif à tout, suivant tout, avec une facilité d'assimilation étonnante. Toute son œuvre, à la tête du secrétariat, se résume dans le succès de ces premières sept années d'activité de la FFS. » (Jacques Dieterlen, "Le beau développement du ski français : remerciements à Georges Blanchon", La Revue du ski, n° 6, 5 octobre 1937, p. 184)
Georges Blanchon abandonne alors le secrétariat général pour se consacrer exclusivement à la fondation de l'École nationale du ski français pour laquelle, le 26 septembre 1937, le XIIIe congrès national de la FFS lui apporte son adhésion totale. En créant l'ENSF – une école nationale unique et ramifiée dans toute la France – Blanchon veut opérer une véritable réforme organique de l'enseignement du ski qui, si elle s'accomplit dans toute son étendue, représentera un événement sans précédent dans l'organisation du ski en Europe. Il est convaincu qu'il n'y a de développement possible qu'avec de bonnes écoles, avec un enseignement de qualité. S'appuyant sur les victoires françaises aux championnats du monde de la FIS 1937, Blanchon pense que le moment est venu de dégager une méthode pédagogique de l'effort et des résultats mêmes du ski français, conjuguant l'enseignement général du ski avec le mouvement purement sportif. Cette méthode française résolument nouvelle est dévoilée en novembre 1937 quand paraît Ski français – un manuel technique signé par le champion du monde Émile Allais et son capitaine d'équipe Paul Gignoux, mais que rédige en grande partie Blanchon. Président-fondateur de l'École nationale du ski français, Georges Blanchon en devient délégué général à partir de 1938 à la suite de difficultés financières subies par l'ENSF au cours de sa première année de fonctionnement.
Skieur de niveau honorable, Georges Blanchon pratique aussi l'alpinisme en amateur éclairé. Le 26 juin 1927, il effectue en compagnie de trois compagnons de cordée la première ascension de la Pointe de l'Armet (2780 m) par son arête occidentale. Il devient la même année membre du Comité de secours en montagne du Dauphiné que ses chroniques montagnardes dans Le Petit Dauphinois ont contribué à réorganiser, puis commissaire général du même Comité en 1934 avant de devenir, de 1935 à 1938, président de la commission technique de la Société dauphinoise de secours en montagne du Dauphiné (SDSM).
Pendant la drôle de guerre et jusqu'au 5 septembre 1940, Georges Blanchon assure les fonctions de président de la Fédération française de ski par délégation d'intérim de Jean Matter. À la suite du désaveu que lui oppose le Commissariat aux sports quant à sa volonté de diriger le ski en France, il donne sa démission de la vice-présidence de la FFS, de la présidence et délégation générale de l'ENSF et du Conseil supérieur des sports et de l'éducation physique, duquel il est membre depuis février 1938. Dans le même temps, il renonce tout aussi définitivement à ses activités de journaliste pour se lancer dans des affaires en relation avec l'architecture et le design.

## L'architecture et le design
À la suite de sa rencontre avec l'architecte d'intérieur et designeuse Charlotte Perriand en 1939, Georges Blanchon constitue avec elle un bureau d'études en vue de construire des baraquements civils et militaires. Par l'intermédiaire de Jean Matter, président de la FFS, mais surtout administrateur-directeur général de la Société du Duralumin, filiale de l'Aluminium français et actionnaire majoritaire de la Société centrale des alliages légers (SCAL), Blanchon obtient en décembre 1939 la commande de bâtiments démontables pour équiper le chantier de l'usine de la SCAL, dont la construction à Issoire (Puy-de-Dôme) est confiée à Auguste Perret. Pour concevoir et réaliser ces pavillons préfabriqués et équipés destinés à abriter provisoirement les services généraux de l'entreprise et à loger une partie du personnel, le tandem Blanchon-Perriand en appelle aux compétences architecturales de Pierre Jeanneret ainsi qu'à Jean Prouvé, spécialiste de la construction métallique, prêt à expérimenter à Issoire un système constructif inédit : une structure à portique intérieur axial en tôle d'acier plié. Dans le programme entrepris, Georges Blanchon assure de son côté la bonne marche des opérations : il planifie, approvisionne et coordonne fournisseurs et sous-traitants. À partir de janvier 1940, il est agent général des Ateliers Jean Prouvé de Nancy pour les régions Sud-Est et Centre de la France.
Après l'armistice du 22 juin 1940 et le départ de Charlotte Perriand pour le Japon, Georges Blanchon, Pierre Jeanneret et Jean Prouvé reprennent le chantier de la SCAL interrompu par la bataille de France. À cette fin, Georges Blanchon crée le 1er octobre 1940 à Grenoble, au 10 avenue Alsace-Lorraine – et sous sa direction –, le Bureau central de constructions (BCC), une entreprise en bâtiment qui est aussi une agence d'architecture et un bureau d'études, où le rejoint à la mi-décembre Pierre Jeanneret, qui met un terme à vingt années d'association avec son cousin Le Corbusier. La qualité des échanges entre chacun des protagonistes fait de cette aventure constructive et humaine d'Issoire la première démonstration des capacités de la préfabrication à générer une architecture innovante. En dépit des difficultés générales engendrées par cinq ans de guerre, de nombreux autres programmes du même type sont menés dans le sud de la France par les trois hommes, pour le compte cette fois de la Compagnie de produits chimiques et électro-métallurgiques Alais, Froges et Camargue (AFC).
Chargé par Le Corbusier de réfléchir à la forme que pourrait prendre le futur « Atelier des bâtisseurs » (ATBAT) – un bureau censé coordonner toutes les recherches techniques dans le domaine du bâtiment –, Georges Blanchon lui propose en juin 1945 des projets de structure administrative et de statuts rapidement abandonnés. À la fin de l'année 1946, il constitue, toujours à Grenoble au 4, rue Peretto – et en association avec l'ébéniste Hermann Muller et le couple Denise et Robert Cresswell –, une société dénommée « L'Équipement de la Maison » pour éditer de manière artisanale du mobilier conçu par Charlotte Perriand et Pierre Jeanneret, ce que Blanchon avait déjà fait les années précédentes dans le cadre du BCC. La production reste cependant très limitée. Il finit par se retirer de cette firme en septembre 1949 dans l'intention de monter sa propre affaire. Georges Blanchon reprend l'édition du catalogue Perriand-Jeanneret après avoir créé à Paris une nouvelle société en janvier 1951 : le Bureau de coordination du bâtiment (BCB). Entre-temps, de juin 1946 à août 1950, Georges Blanchon et Pierre Jeanneret collaborent de manière permanente et totale. Mais si cette association est émaillée de nombreux projets, très peu se concrétisent mises à part les commandes d'une maison de villégiature sur l'île de Bréhat et d'un lycée à Béziers : un bien modeste bilan pour Jeanneret qui, avec Le Corbusier, avait cosigné avant-guerre quelques-uns des chefs-d'œuvre de l'architecture moderne.

## La culture et l'art dramatique
Georges Blanchon va consacrer une part non négligeable de ses années grenobloises à promouvoir la culture et les arts auprès d'un large public. Le 5 décembre 1927, paraît le premier numéro de La Vie alpine, la « revue du régionalisme dans les Alpes françaises » qu'il crée en forme de tribune pour faire se rencontrer des esprits libres, des artistes, des écrivains, des hommes d'action, avec la conviction que les lecteurs qui s'intéressent aux choses de la montagne ne sont pas non plus indifférents au mouvement littéraire, au mouvement artistique, surtout si, avant tout, cela est vu du point de vue régional. Le quatre-vingtième et dernier numéro de La Vie alpine, édité à l'automne 1936, est consacré au peintre natif de Grenoble : Henri Fantin-Latour. À la fin de l'année 1928, avec quelques amis de La Vie alpine, Georges Blanchon fonde « Les Heures alpines », une association à caractère culturel dont l'objectif est d'accueillir très régulièrement à Grenoble des conférences et des représentations artistiques de tous ordres.

À la fin de l'année 1944, dans le cadre de son action au sein du Comité départemental de libération de l'Isère, Blanchon s'engage dans un nouveau chantier ; il met sur pied en avril 1945 une Maison de la culture d'un genre nouveau.
« Le leader de l'initiative est Georges Blanchon, déjà connu pour de multiples activités, entre autres la fondation des « Heures alpines » et son action au sein d'une troupe d'amateurs, « Arlequin » – sans compter un travail journalistique souvent non-conformiste. À quoi il faut ajouter l'enthousiasme, l'autorité, le verbe. » (Jean Delume, L'évolution de la vie théâtrale à Grenoble depuis 1945, 1981, p. 13)
Issu des rangs de Peuple et culture, Blanchon est persuadé que la culture doit être commune à toutes les couches de la société et qu'il faut arriver à rapprocher les masses populaires des intellectuels. La Maison de la culture qu'il imagine avec son équipe est le contraire d'une structure hégémonique ; sa forme fédérative souple permet de réunir les sociétés grenobloises œuvrant déjà dans les domaines de la culture, des arts, de l'éducation, du travail et des loisirs. La fonction de la Maison de la culture de Grenoble fait l'objet d'un « Manifeste » définissant son programme et ses moyens d'action ; ses moyens d'expression ; ses principes d'organisation ; enfin ses statuts. Georges Blanchon la préside jusqu'en 1947. Elle est une préfiguration de celle inaugurée par André Malraux le 3 février 1968 – l'actuelle Maison de la culture de Grenoble, nommée aussi MC2 –, où, le 17 novembre 2018, le traducteur et dramaturge Michel Bataillon a rendu hommage à la figure de pionnier que représente Georges Blanchon, au cours d'une table ronde intitulée : « MC2 : 50 ans d'histoire(s) – Pages d'archive (1945-1968) ».
S'occupant d'éducation populaire autant que de célébrations festives, la Maison de la culture de Grenoble décide de faire appel à une compagnie de création théâtrale. Jean Dasté atteste que c'est Georges Blanchon lui-même qui, au printemps 1945, est venu au Théâtre de l'Atelier lui demander de venir s'installer à Grenoble avec une troupe de comédiens, épauler le travail de son équipe. Formé à l'école de Jacques Copeau, Dasté s'insère dans un véritable effort de décentralisation théâtrale, dont il est considéré comme le pilote. Sa « Compagnie des comédiens de Grenoble » entreprend des recherches dans le domaine du théâtre populaire ; ils montent des spectacles où, à côté de la comédie, ils s'expriment par des mimes, des chants, des danses et des chœurs parlés. Plus de cent soixante représentations sont données avec cinq spectacles dans toute la région, mais aussi en Alsace et à Paris, en Suisse et en Allemagne. Mais après deux saisons, et devant le refus de la municipalité de subventionner sa troupe, Jean Dasté s'éloigne de Grenoble pour fonder la « Comédie de Saint-Étienne » – un épisode qui marque aussi le départ définitif de Georges Blanchon pour Paris.

## Vie privée
- Le 9 septembre 1920 à Grenoble, Georges Blanchon épouse en premières noces Andriette Escallon.
- Le 26 juin 1921 à La Tronche, naissance de sa fille Georgette.
- Le 28 février 1953 à Paris, il épouse en secondes noces Lola Pluet.

## Distinctions et prix
- 1934 : reçoit la médaille d'or de l'Éducation physique.
- 1937 (15 décembre) : obtient le 2e Prix français de journalisme touristique décerné par le Commissariat général au tourisme[36].
- 1945 (7 septembre) : la Croix de guerre (étoile de bronze) lui est délivrée par le colonel Marcel Descour pour sa participation aux actions FFI à l'intérieur de Grenoble et en Oisans entre le 15 juillet et le 22 août 1944 (citation n° 168).
- 1969 (1er mars) : le maire de Grenoble Hubert Dubedout lui remet la médaille d'argent de la ville à l'occasion du 40e anniversaire des « Heures alpines ».